# Ostha coryphata
Ostha coryphata är en fjärilsart som beskrevs av Dyar 1914. Ostha coryphata ingår i släktet Ostha och familjen nattflyn. Inga underarter finns listade i Catalogue of Life.